# امیلی بلانت
امیلی اولیویا لورا بلانت (انگلیسی: Emily Olivia Laura Blunt؛ زادهٔ ۲۳ فوریهٔ ۱۹۸۳) بازیگر بریتانیایی است. او جوایز گوناگونی از جمله یک جایزهٔ گلدن گلوب برنده شده و همچنین نامزد دریافت چهار جایزهٔ فیلم بفتا  و یک جایزه اسکار بوده‌است. فوربز در سال ۲۰۲۰ او را یکی از بازیگران زن جهان با بیشترین مقدار دستمزد معرفی کرد.
بلانت بازیگری را در سال ۲۰۰۱ با محصول تئاتر خانواده سلطنتی آغاز کرد. او در فیلم تلویزیونی بودیکا (۲۰۰۳) ظاهر شد و کاترین هاوارد را در مینی‌سریال هنری هشتم (۲۰۰۳) به تصویر کشید. اولین حضور او در یک فیلم بلند مربوط به بازی در درام تابستان عشقی من (۲۰۰۴) بود. نقش برجستهٔ بلانت در سال ۲۰۰۶ با بازی در فیلم تلویزیونی دختر گیدیون و فیلم کمدی-درام شیطان پرادا می‌پوشد حاصل شد. فیلم اول برای او برد جایزهٔ گلدن گلوب را به همراه داشت و برای فیلم دوم خود نامزد دریافت جایزهٔ بفتای بهترین بازیگر نقش مکمل زن  شد.
حرفهٔ بلانت با بازی در نقش‌های اصلی چند فیلم پیشرفت کرد: فیلم دورانی ویکتوریای جوان (۲۰۰۹)، کمدی عاشقانهٔ صید ماهی آزاد در یمن (۲۰۱۱)، فیلم‌های علمی تخیلی اداره تعدیل (۲۰۱۱)، لوپر (۲۰۱۲) و لبه فردا (۲۰۱۴) و فیلم‌های موزیکال به‌سوی جنگل (۲۰۱۴) و بازگشت مری پاپینز (۲۰۱۸). او برای بازی در نقش مأمور اف‌بی‌آی پایبند به اصول در فیلم جنایی سیکاریو (۲۰۱۵)، یک الکلی در فیلم هیجان‌انگیز دختری در قطار (۲۰۱۶)، یک مادر بازمانده از آخرالزمان در فیلم ترسناک یک مکان ساکت (۲۰۱۸) و کاترین «کیتی» اوپنهایمر در فیلم زندگی‌نامه‌ای اوپنهایمر (۲۰۲۳) مورد تحسین منتقدان قرار گرفت.

## دوران کودکی
بلانت در واندزوورث لندن به دنیا آمد و دومین فرزند از میان چهار فرزند خانواده است. او دختر جوآنا، یک بازیگر سابق و معلم، و الیور سیمون پیتر بلانت وکیل مدافع است. فیلیسیتی، سباستین و سوزانا خواهر و برادر او هستند. پدربزرگ او سرلشکر پیتر بلانت بود و یکی از عموهایش کریسپین بلانت، نماینده مجلس و عضو حزب محافظه‌کار است.
بلانت از سن ۷ تا ۱۴ سالگی مبتلا به لکنت زبان بود. او از کمک یک معلم مدرسه برای غلبه بر لکنت زبان از طریق بازیگری بهره برد. او بعداً عضو هیئت مدیره مؤسسه آمریکایی لکنت زبان شد. بلانت به مدرسه ایبستوک پلیس رفت و در ۱۶ سالگی، به هارتوود هاوس، یک کالج خصوصی که برای برنامه‌های هنرهای نمایشی اش شناخته شده بود وارد شد که در آنجا استعداد او توسط یک نماینده کشف شد.

## زندگی حرفه‌ای

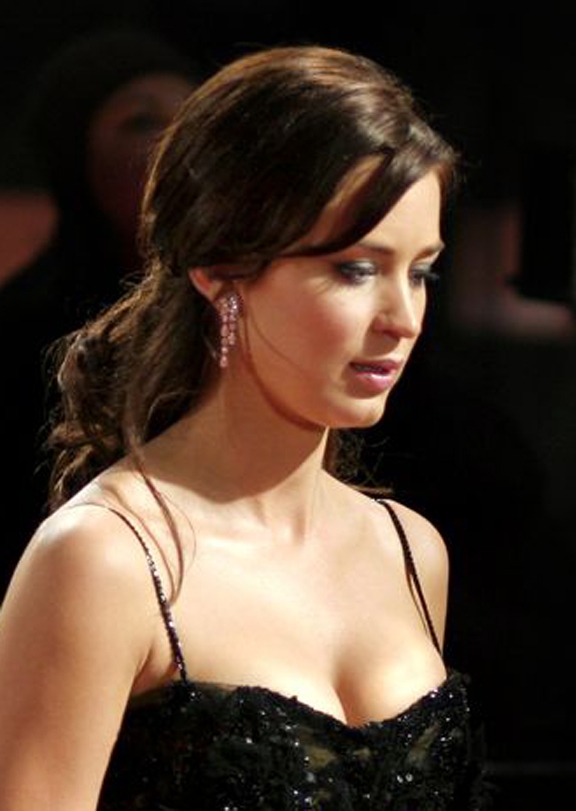
بلانت در بفتا در سال ۲۰۰۷

در نوامبر ۲۰۰۱، بلانت اولین بازی حرفه‌ای خود را در مقابل جودی دنچ در نمایش خانواده سلطنتی ساخته سر پیتر هال انجام داد. بازی توسط منتقدان مورد ستایش قرار گرفت و روزنامه ایونینگ استاندارد او را «بهترین تازه» وارد نامید. او در ادامه در نقش یوجینی، در نمایش «وینسنت در بریکستون» ساخته نیکولاس رایت در تئاتر ملی و همین‌طور ژولیت، در نمایش رومئو و ژولیت ساخته ایندو روبیسینگهام در جشنواره تئاتر چیچستر، در سال ۲۰۰۲ به هنرنمایی پرداخت.
در سال ۲۰۰۳، بلانت اولین حضورش را بر صحنه تلویزیون، با حضور در درام بریتانیایی «بودیکا» که فیلمی دربارهٔ زندگی یک ملکه جنگجو باستانی سلتیک که با رومیان می‌جنگید، تجربه کرد. در همان سال، او برای بازی در نقش ملکه قرن شانزدهمی کاترین هاوارد، در سریال تلویزیونی ۲ قسمتی هنری هشتم مورد ستایش قرار گرفت.
در سال ۲۰۰۴، بلانت در نقش تمسین در فیلم درام تابستان عشقی من که دربارهٔ فریبکاری و عشق میان همجنس‌گراهای زنانه بود ظاهر شد. او به همراه ناتالی پرس موفق به دریافت جایزه سینمایی «ایونینگ استاندارد بریتیش» برای بازیگران تازه‌کار با استعداد شد.
در سال ۲۰۰۵، بلانت به همراه بیل نای و میراندا ریچاردسون در درام تلویزیونی دختر گیدئون به نویسندگی و کارگردانی استیون پولیاکوف در نقش تنها دختر اسپین دکتر حزب کارگر، دکتر گیدئون وارنر به ایفای نقش پرداخت. بلانت موفق شد جایزه گلدن گلوب را برای این اجرا به دست آورد. در سال ۲۰۰۶ بلانت در نقش مقابل مریل استریپ و ان هتوی در فیلم پر فروش شیطان پرادا می‌پوشد ظاهر شد. نقش او به عنوان امیلی گارنرد برایش نامزدی جایزه بفتا و جایزه گلدن گلوب بهترین بازیگر نقش مکمل زن را به ارمغان آورد. در همان سال بلانت به همراه سوزان ساراندون در درام مستقل غیرقابل مقاومت ظاهر شد.
در سال ۲۰۰۷، بلانت در چهار فیلم کولاک، باشگاه کتاب جین آستن، دن در زندگی واقعی و جنگ چارلی ویلسون بازی کرد. در سال ۲۰۰۸ بلانت در دو فیلم آفتاب تمیزکننده در نقش لورا لورکووسکی و باک هاوارد بزرگ در نقش والری برنان ظاهر شد. در سال ۲۰۰۹ بلانت در نقش ملکه ویکتوریا در فیلم ویکتوریای جوان به کارگردانی ژان-مارک ولی و نویسندگی جولین فلوز بازی کرد.

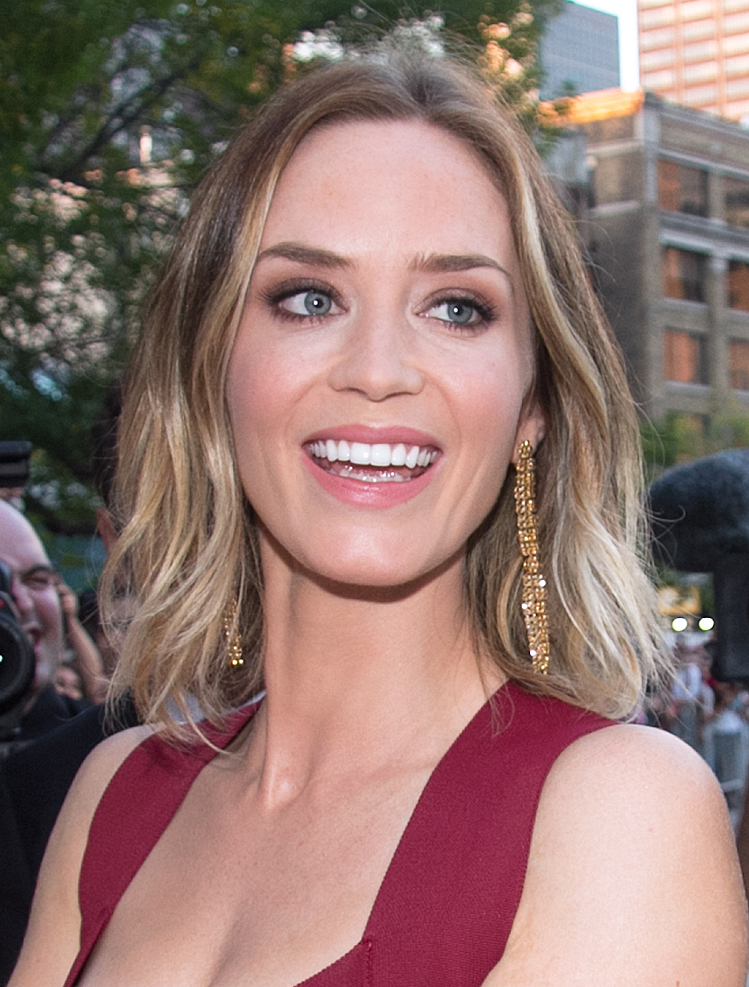
بلانت در جشنواره بین‌المللی فیلم تورنتو در سال ۲۰۱۲

او همچنین در فیلم کوتاه کنجکاوی به کارگردانی توبی اسپنتون ظاهر شد. او اولین انتخاب کارگردان جان فاورو برای بازی در نقش بیوه سیاه در فیلم مرد آهنی ۲ بود، اما تداخل با فیلم سفرهای گالیور او را مجبور کرد آن نقش را به اسکارلت جوهانسون واگذار کند. او صداپیشگی نقش مادر آنجلینا، ماتیلدا موزلینگ را در سریال تلویزیونی آنجلینا بالرینا: قدم‌های بعدی به عهده داشت.
در سال ۲۰۱۰ بلانت به همراه بنیسیو دل تورو و آنتونی هاپکینز در فیلم ترسناک و پر هزینه مرد گرگ‌نما به ایفای نقش پرداخت. او همچنین در فیلم سفرهای گالیور و اداره تعدیل در کنار مت دیمون به عنوان یک رقصنده که «به طرز مرموزی جدا از هم نگهداشته شده بودند» بازی نمود. بلانت به عنوان رهبر زنان در فیلم کاپیتان آمریکا: نخستین انتقام‌جو انتخاب شد اما از پذیرش آن خودداری کرد. در سال ۲۰۱۱ بلانت به عنوان سفیر عطر جدید ایو سن لوران به نام افیون نامیده شد.
بلانت در سال ۲۰۱۱ در فیلم کمدی بریتانیایی صید ماهی آزاد در یمن به کارگردانی لاسه هالستروم و هنرنمایی یوان مک‌گرگور و کریستین اسکات توماس حضور پیدا کرد. همچنین در همان سال او به صورت کوتاه در فیلم ساخته شرکت والت دیزنی به نام ماپت‌ها به عنوان منشی میس پیگی حضور پیدا کرد. او در سال ۲۰۱۲ در فیلم پنج سال نامزدی به کارگردانی نیکلاس استولر و هنرنمایی جیسون سیگل بازی کرد. در ژانویه ۲۰۱۱ بلانت فیلم‌برداری یک فیلم علمی تخیلی آمریکایی به نام لوپر و کارگردانی ریان جانسون و همکاری بروس ویلیس و جوزف گوردون لویت را آغاز کرد که این فیلم در سپتامبر ۲۰۱۲ اکران شد. همچنین در آن سال او بازی در فیلم آرتور نیومن را با همکاری کالین فرث را آغاز نمود.
در سال ۲۰۱۴ او در کنار تام کروز در فیلم لبه فردا که فیلمی اقتباسی از یک رمان ژاپنی به نام تنها چیزی که نیاز داری کشتن است اثر هیروشی ساکورازاکا بود ظاهر شد. همچنین در همان سال بلانت در همکاری مجدد با شرکت والت دیزنی بازی در نقش همسر بیکر در فیلم اقتباسی و موزیکال بسوی جنگل به همراه مریل استریپ، همبازی سابقش در فیلم شیطان پرادا می‌پوشد که نقش یک جادوگر را ایفا می‌کرد، آغاز کرد.
در سال ۲۰۱۵ بلانت به همراه بنیسیو دل تورو و جاش برولین در فیلم اکشن و جنایی سیکاریو به کارگردانی دنی ویلنوو حضور یافت. در این سال او رتبه ۹۸ام جذاب‌ترین زنان سال ۲۰۱۵ مجله اف‌اچ‌ام را به خود اختصاص داد. در سال ۲۰۱۶ او به همراه کریس همسورث، شارلیز ترون و جسیکا چستین در فیلم شکارچی: جنگ زمستان به کارگردانی سدریک نیکولاس ترویان ظاهر شد. همچنین او به همراه ربکا فرگوسن، جاستین ثرو و الیسون جنی در فیلم دختری در قطار بر اساس رمانی به همین نام نوشته پائولا هاوکینز به کارگردانی تیت تیلور حضور یافت. بلانت به صورت رسمی قرارداد بازی در نقش شخصیت مری پاپینز را در فیلم بازگشت مری پاپینز که در سال ۲۰۱۸ اکران شد و ادامه‌ای بر فیلم مری پاپینز محسوب می‌شود را امضا کرد.
در سال ۲۰۲۳، بلانت نقش مادر انتقام‌جویی را در مینی‌سریال تلویزیونی انگلیسی بازی کرد. این مینی‌سریال، اثری وسترن ساختهٔ هوگو بلیک بود. منتقدان تحت تأثیر نقش‌آفرینی او قرار گرفتند. لوسی منگان در گاردین نوشت: «بلانت هنوز در بهترین حالتش است و به ما زنی را شرح می‌دهد که با عزم خود، شجاع و بی‌باک شده‌است». او برای این نقش نامزد یک جایزهٔ دیگر از انجمن بازیگران فیلم شد. در فیلم زندگی‌نامه‌ای اوپنهایمر (۲۰۲۳) ساختهٔ کریستوفر نولان که کیلین مورفی نقش اصلی فیزیک‌دان جی. رابرت اوپنهایمر را بازی کرد، بلانت همسر اوپنهایمر، کاترین را به تصویر کشید. او برای فعالیت در این پروژه، دستمزدش را کاهش داد و به جای دستمزد ۱۰ تا ۲۰ میلیون دلاری مرسوم خود، ۴ میلیون دلار به دست آورد. منتقد دن جولین بر این باور بود که شخصیت او «از نمونهٔ کهن همسر پشتیبان/رنج‌دیده بیرون می‌آید» و در نقدش به «صحنه‌های هیجان‌انگیزش در دوئل کلامی نفس‌گیر با وکیل سرسخت راجر راب» توجه داشت. با فروش جهانی بالغ بر ۹۴۰ میلیون دلار، اوپنهایمر به پرفروش‌ترین اکران بلانت تبدیل شد. اکران بعدی او، درام جنایی سوداگران درد محصول نتفلیکس، نقدهای ضعیفی از سوی منتقدان دریافت کرد.

## زندگی شخصی

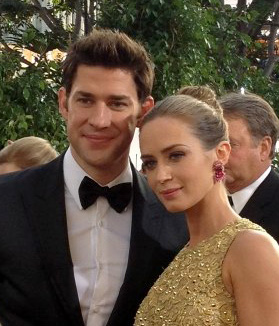
بلانت به همراه همسرش جان کرازینسکی در هفتادمین مراسم گلدن گلوب

بلانت یک رابطه سه ساله با مایکل بوبله خواننده کانادایی داشت. آن‌ها همدیگر را در سال ۲۰۰۵ در پشت صحنه جایزه تلویزیونی لوجی استرالیا ملاقات کردند. آن دو بعدها در یک خانه مشترک در ونکوور کانادا با هم زندگی می‌کردند، تا آنکه در سال ۲۰۰۸ از هم جدا شدند. در نوامبر ۲۰۰۸ بلانت رابطه دوستانه خود با جان کرازینسکی بازیگر آمریکایی را آغاز کرد. آن‌ها در اوت ۲۰۰۹ نامزد شدند و در تاریخ ۱۰ ژوئیه ۲۰۱۰ در کومو ایتالیا ازدواج کردند.
او در ۱۶ فوریه ۲۰۱۴ دختر خود، هازل گریس کرازینسکی را به دنیا آورد. در ۲۶ ژانویه ۲۰۱۶ بلانت تأیید کرد که آن‌ها در انتظار دومین فرزند خود هستند. شوهر خواهر بلانت استنلی توچی هم بازی او در فیلم شیطان پرادا می‌پوشد است. در سال ۲۰۱۲، توچی با فلیسیتی، خواهر بلانت ازدواج کرد. بلانت این دو را به هم معرفی کرده بود. برادر او سباستین هم یک بازیگر است. در ماه اوت ۲۰۱۵، بلانت شهروند آمریکا شد.

## فیلم‌شناسی
از جمله تحسین‌شده‌ترین آثار بلانت به گفتهٔ بازبینی منتقدان وبگاه راتن تومیتوز و وبگاه باکس آفیس موجو عبارتند از: شیطان پرادا می‌پوشد (۲۰۰۶)  لوپر (۲۰۱۲)، لبه فردا (۲۰۱۴)، به‌سوی جنگل (۲۰۱۴)، سیکاریو (۲۰۱۵)، دختری در قطار (۲۰۱۶)، یک مکان ساکت (۲۰۱۸)، بازگشت مری پاپینز (۲۰۱۸)، یک مکان ساکت: بخش ۲ (۲۰۲۱) و اوپنهایمر (۲۰۲۳).